# Équipe de Russie féminine de basket-ball
Cet article traite de l'équipe féminine. Pour l'équipe masculine, voir Équipe de Russie masculine de basket-ball.
Maillots
L’équipe de Russie féminine de basket-ball est la sélection des meilleures joueuses russes. Elle est placée sous l’égide de la Fédération russe de basket-ball. La Russie participait jusqu'en 1991 sous les couleurs de l'équipe d'URSS puis lors des Jeux olympiques de 1992 sous les couleurs de l'équipe unifiée. 
Depuis son retour sur la scène internationale, la Russie ne manque qu'une seule phase finale, lors du mondial 1994, des trois compétitions majeures, les jeux olympiques, le championnat du monde et le championnat d'Europe. Elle remporte deux médailles de bronze aux jeux, trois médailles d'argent en championnat du monde, trois titres européens, trois médailles d'argent et deux médailles de bronze sur le continent européen.

## Histoire

### 2012
Les Russes sont défaites en demi-finales par les Françaises puis par les Australiennes pour le gain de la médaille de bronze. L'équipe se classe 4e.

### 2015
Dirigée par le coach du Spartak Moscou Anatoli Myshkin, la sélection 2015 est profondément renouvelée avec la sélection pour la première de jeunes joueuses Maria Vadeïeva (16 ans), Ksenia Tikhonenko et Daria Namok et d'autres plus expérimentées mais jamais sélectionnées comme Elena Beglova et Anastasia Logounova, alors que des habituées comme Anna Petrakova, Kristina Alikina et Marina Karpounina en sont absentes.
Battues en quart de finale par les Françaises, les Russes affrontent les Turques. À égalité à 59 partout, une prolongation est nécessaire pour départager les deux équipes, malgré les 19 points et 10 rebonds de la jeune Maria Vadeïeva ou Epiphanny Prince (11 points, 8 passes décisives, 6 rebonds). Les Turques l'emportent 68 à 66.

## Résultats

### Palmarès
| Compétitions mondiales                                                                           | Compétitions continentales                                                                                       |
| ------------------------------------------------------------------------------------------------ | --- |
| - Jeux olympiques - Troisième en 2004 et 2008 - Coupe du monde - Finaliste en 1998, 2002 et 2006 | - EuroBasket (3) - Vainqueur en 2003, 2007 et 2011 - Finaliste en 2001, 2005 et 2009 - Troisième en 1995 et 1999 |

### Parcours en compétitions internationales

#### Jeux olympiques
| Année | Position                      |      | Année     | Position |               | Année | Position |
| 1976  | Membre de l' Union soviétique | 1996 | 5e        | 2016     | Non qualifiée |       |          |
| 1980  | Membre de l' Union soviétique | 2000 | 6e        | 2020     | Non qualifiée |       |          |
| 1984  | Membre de l' Union soviétique | 2004 | Troisième | 2024     | Non qualifiée |       |          |
| 1988  | Membre de l' Union soviétique | 2008 | Troisième | 2028     | -             |       |          |
| 1992  | Membre de l' Équipe unifiée   | 2012 | 4e        | 2032     | -             |       |          |

#### Coupe du monde
| Année | Position                      |      | Année                         | Position |               | Année | Position |
| 1953  | Membre de l' Union soviétique | 1979 | Membre de l' Union soviétique | 2006     | Finaliste     |       |          |
| 1957  | Membre de l' Union soviétique | 1983 | Membre de l' Union soviétique | 2010     | 7e            |       |          |
| 1959  | Membre de l' Union soviétique | 1986 | Membre de l' Union soviétique | 2014     | Non qualifiée |       |          |
| 1964  | Membre de l' Union soviétique | 1990 | Membre de l' Union soviétique | 2018     | Non qualifiée |       |          |
| 1967  | Membre de l' Union soviétique | 1994 | Non qualifiée                 | 2022     | Exclue        |       |          |
| 1971  | Membre de l' Union soviétique | 1998 | Finaliste                     | 2026     | Exclue        |       |          |
| 1975  | Membre de l' Union soviétique | 2002 | Finaliste                     | 2030     | -             |       |          |

#### EuroBasket
| Année | Position                      |      | Année                         | Position |           | Année | Position |
| 1938  | Membre de l' Union soviétique | 1976 | Membre de l' Union soviétique | 2003     | Vainqueur |       |          |
| 1950  | Membre de l' Union soviétique | 1978 | Membre de l' Union soviétique | 2005     | Finaliste |       |          |
| 1952  | Membre de l' Union soviétique | 1980 | Membre de l' Union soviétique | 2007     | Vainqueur |       |          |
| 1954  | Membre de l' Union soviétique | 1981 | Membre de l' Union soviétique | 2009     | Finaliste |       |          |
| 1956  | Membre de l' Union soviétique | 1983 | Membre de l' Union soviétique | 2011     | Vainqueur |       |          |
| 1958  | Membre de l' Union soviétique | 1985 | Membre de l' Union soviétique | 2013     | 13e       |       |          |
| 1960  | Membre de l' Union soviétique | 1987 | Membre de l' Union soviétique | 2015     | 6e        |       |          |
| 1962  | Membre de l' Union soviétique | 1989 | Membre de l' Union soviétique | 2017     | 9e        |       |          |
| 1964  | Membre de l' Union soviétique | 1991 | Membre de l' Union soviétique | 2019     | 8e        |       |          |
| 1966  | Membre de l' Union soviétique | 1993 | 7e                            | 2021     | 6e        |       |          |
| 1968  | Membre de l' Union soviétique | 1995 | Troisième                     | 2023     | Exclue    |       |          |
| 1970  | Membre de l' Union soviétique | 1997 | 6e                            | 2025     | Exclue    |       |          |
| 1972  | Membre de l' Union soviétique | 1999 | Troisième                     | 2027     | -         |       |          |
| 1974  | Membre de l' Union soviétique | 2001 | Finaliste                     | 2029     | -         |       |          |

## Personnalités emblématiques

### Joueuses célèbres
- Maria Stepanova

### Entraîneurs célèbres
- Vadim Kapranov
- Igor Grudin
- Valeri Tikhonenko
- Boris Sokolovsky